# Antonio Roldán Betancur
Antonio Roldán Betancur (ur. 1946 w Briceño, zm. 4 lipca 1989 w Medellín) – kolumbijski lekarz, działacz sportowy, przedsiębiorca i polityk.
Był gubernatorem departamentu Antioquia od 22 sierpnia 1988 roku do 4 lipca 1989 roku, gdy został zamordowany przez kartel z Medellín.

## Życiorys
Antonio Roldán Betancur ukończył szkołę Pedro Olarte Sañudo, a następnie studiował medycynę na Uniwersytecie Antioquia, gdzie działał w samorządzie studenckim. Był założycielem i redaktorem gazety „Gamma 69”.
Pierwsze kroki w polityce i administracji sportowej rozpoczął jako lider regionalny Coldeportes w Antioquii. Następnie został mianowany szefem sekcji Służby Zdrowia podregionu Urabá przez ówczesnego gubernatora Antioquii Fernando Panesso Sernę. Był burmistrzem i radnym gminy Apartadó, menadżerem przedsiębiorstw Corpourabá i Fabryki Alkoholu w Antioquii.
W 1984 roku był prezesem klubu piłkarskiego Atlético Nacional. 18 sierpnia 1988 roku Roldán Betancur został mianowany gubernatorem Antioquii przez rząd Virgilio Barco Vargasa.

### Zabójstwo
Roldán Betancur został zamordowany przez zabójców z kartelu z Medellín o godzinie 7:00 4 lipca 1989 roku. Gubernator zginął w zamachu bombowym skierowanym przeciwko dyrektorowi policji w Antioquíi, Valdemarowi Franklinowi Quintero, gdyż zamachowcy pomylili karawanę pojazdów Roldána z karawaną Quintero. Atak koordynowali zabójcy pracujący dla Pabla Escobara, John Jairo Velásquez „Popeye” i John Jairo Arias „Pinina”, którzy przewodzili gangowi Los Priscos.
Zabójcy pomylili samochód Mercedes-Benz, należący do gubernatora, z takim samym pojazdem Policji Narodowej i zdetonowali ładunek 100 kilogramów materiału wybuchowego, gdy Roldán jechał ze swojego domu na Florida Nueva ulicami dzielnicy Estadio w kierunku Centro Administrativo La Alpujarra, gdzie znajduje się siedziba rządu Antioquii. Materiał wybuchowy zdetonowano przed Villa Olímpica Atanasio Girardot w Medellín. W wyniku eksplozji zginęli także Luis Eduardo Rivas Tobón i Luis Fernando Rivera Arango, którzy byli jego ochroniarzami. W ataku zginął również konserwatywny radny Rodrigo de Jesús Garcés Montoya, Alberto Moreno Saldarriaga i pracownik pociągu metropolitalnego w Medellín Rigoberto Hernández. Roldán przeżył eksplozję, ale został uwięziony w pojeździe i nie mogąc uciec spłonął w samochodzie.
Valdemar Franklin Quintero zginął kilka tygodni później, 18 sierpnia 1989 roku. Do ataku doszło, gdy jechał nieopancerzonym pojazdem i stanął na skrzyżowaniu w oczekiwaniu na zielone światło. Zabójcy dla pewności wystrzelili w niego 38 pocisków z karabinów AR-15.

### Upamiętnienie
Na jego cześć nazwano lotnisko Antonio Roldan Betancourt w Carepie i szpital im. Antonio Roldana Betancura w Bello. Jego imię noszą także dom kultury w Briceño oraz szkoły w Necoclí i Tarazie.
Był bratem Raúla, Arturo (byłego radnego gminy Apartadó) i Rosy Roldán Betancur. Był żonaty z Glorią Alzate, z którą miał dwie córki.